# Pernille Weiss
Pour les articles homonymes, voir Weiss.
Pernille Weiss, née le 12 mars 1968 à Middelfart au Danemark, est une infirmière et femme politique danoise, membre du Parti populaire conservateur. Elle est députée européenne de 2019 à 2024.

## Biographie
Pernille Weiss est diplômée en santé en 2004 de l'université du Danemark du Sud. Elle obtient ensuite un diplôme en innovation de l'école de commerce de Copenhague et de l'université d'Aarhus en 2008.
En août 2018, elle est désignée tête de liste du Parti populaire conservateur aux élections européennes de 2024, après que le député européen sortant du mouvement, Bendt Bendtsen, ait choisi de ne pas se représenter. Lors du scrutin du 26 mai 2019, sa liste remporte 6,2 % des suffrages et un siège, lui permettant de devenir députée européenne. Après son élection, elle siège au sein de la commission de l'industrie, de la recherche et de l'énergie ainsi, à partir de février 2020, qu'au sein de la commission de l'environnement, de la santé publique et de la sécurité alimentaire.
En mai 2023, un rapport interne du Parti populaire conservateur l'accuse de harcèlement et de créer un environnement de travail toxique pour ses collaborateurs au Parlement européen. Le président du parti, Søren Pape Poulsen réclame sa démission, qu'elle refuse de donner, et annonce qu'elle ne sera pas investie par le parti lors des élections européennes de 2024. Elle conteste devant les instances du parti la décision de ne pas lui attribuer d'investiture mais, en septembre, le conseil national du mouvement confirme cette décision par 440 voix contre 145.
En novembre 2023, elle se retrouve au cœur d’une controverse au Parlement européen après avoir demandé le retrait temporaire d’un rapport critique envers l'industrie pharmaceutique, suite à des échanges qu'elle et son compagnon, le député européen allemand Christian Ehler (membre comme elle du panel ayant rédige le rapport), ont eus avec des lobbyistes.